# الخرافة في اليهودية
تشير الخرافة في اليهودية إلى المعتقدات الساذجة في الوجود الخارق في اليهودية والثقافة اليهودية. تفتقر اليهودية، على عكس العديد من معاصراتها، إلى إطار الاعتقاد الخرافي وتدينه غالبًا. تحذر التوراة تحديدًا من الإيمان بالأعداد المحظوظة والإشارات الخرافية، لأنها يمكن أن تقود الناس بعيدًا عن الله، لأن الوثنية كانت مرتبطة ارتباطًا وثيقًا بالخرافات الكنعانية وخرافات العصر البرونزي. ولكن بعد الشتات اليهودي، تبنت بعض المجتمعات اليهودية العادات الخرافية لجيرانهم جزئيًا. 

## العصر التلمودي
فقدت الخرافة طابعها الوثني مع التسليم المطلق للتوحيد في العصر التلمودي، ولم يعد يُنظر إليها على أنها تهديد كبير، كما كان في عصر الكتاب المقدس. وهذا يعني، أن الخرافة ظلت من المحرمات، خاصةً في المجتمعات في بابل حيث كانت الخرافات منتشرة. طبق العديد من التنأيم وحتى الجاؤونيم قوانين محرمة للخرافات، خاصةً فيما يتعلق بالشحيطه والزواج. فقد رد راف حنينا مثلًا، على امرأة أرادت أن تسحره قائلًا «إنه مكتوب، ليس هناك غيره». وبعبارة أخرى، ذكر راف حنينا أن معتقدات المرأة الخرافية كانت حمقاء إذ أن الله له الكلمة الأخيرة في كل شيء. ومع ذلك، يحتوي التلمود على بعض المعتقدات الخرافية، التي تقول في بيساشيم 111ب مثلًا، إنه «ليس من الحكمة أن تكون بين كلبين أو نخلتين أو امرأتين؛ ومن غير الحكمة أن يفصل رجلان عن بعضهما بأحد ما ذكر» رغم أن معظم الحاخامات لا يفسرون هذا على أنه خرافة بل بالأحرى كتحذير من الأفكار الشهوانية (انظر مشنايوت في آفوت). وتقول في بيساشيم 111أ إنه «من الخطر استعارة شربة ماء، أو المرور فوق المياه المتدفقة»، وتقول في هولين 105ب: «لا تشرب الزبد، لأنه يُبرّد الرأس؛ ولا تنفخه، لأن ذلك يسبب الصداع، ولا تتخلص منه بخلاف ذلك، لأن ذلك يجلب الفقر، ولكن انتظر حتى يتراجع». 

## عصر القرون الوسطى
عُززت الخرافات اليهودية في العصور الوسطى إلى حد كبير، ويرجع ذلك كثيرًا إلى المحيط المسيحي، أجريت محاكمات للسحر بانتظام ووجدت العديد من المعتقدات الخرافية نفسها تُقدس في قانون العصور الوسطى. وجدت هذه الأفكار طريقها إلى الأدب اليهودي حتى أنها أثرت كثيرًا على الاحتفالات الدينية. ومع ذلك، قاوم العديد من الحاخامات في العصور الوسطى الخرافات بشدة، إذ اعتبروها شكل من أشكال الاندماج وعبادة الأوثان. 

## العصر الحديث
تراجع الاعتقاد السائد بالخرافة كثيرًا في العصر الحديث بعد عصر التنوير. كانت هناك مجموعة كبيرة من الخرافات الشائعة بين بعض المجتمعات اليهودية، وخاصةً في أوروبا الشرقية. أما مدى تصنيف هذه العادات والأفكار باعتبارها «يهودية» تحديدًا فهو سؤال آخر أكثر صعوبة. يمكن إرجاعها في حالات كثيرة إلى عادات جيرانها؛ وكانت في حالات أخرى، شائعة في معظم المناطق الأخرى غير اليهودية في البلاد.